# Хиршман, Карл Антон Вильгельм
Карл Антон Вильгельм Хиршман (нидерл. Cornelis August Wilhelm Hirschman; 16 февраля 1877, Медан, Голландская Ост-Индия — 26 июня 1951, Амстердам, Нидерланды) — нидерландский спортивный функционер, вице-президент (1904—1906), генеральный секретарь и казначей (1906—1931) ФИФА. Известен также как секретарь-казначей Национального Олимпийского комитета Нидерландов. Основной род занятий — банкир.

## Биография
Карл Хиршман родился в городе Медане (Голландская Ост-Индия) 16 февраля 1877 года. Будучи секретарем Футбольного Союза Нидерландов (KNVB), 8 мая 1902 года обратился к секретарю Футбольной Ассоциации Англии Фредерику Уоллу с предложением организовать единую европейскую футбольную организацию. Был активным участником первого учредительного Конгресса ФИФА 21-23 мая 1904 года, где избран первым вице-президентом ФИФА (вместе с В. Е. Шнайдером). На третьем Конгрессе ФИФА (3-4 июня 1906 г.) избран генеральным секретарём этой организации (исторически вторым после Л. Мюллингауза). В дальнейшем вплоть до 1931 года бессменно пребывал в этой должности.
После смерти президента ФИФА Д. Вулфолла исполнял обязанности Президента ФИФА (1918—1921 гг.) и Почётного казначея этой организации, а также предложил на пост Президента Ж. Риме, который возглавил ФИФА с 1 марта 1921 года.
К. Хиршман был одним из инициаторов создания НОК Нидерландов, и был избран его первым секретарем и казначеем 11 сентября 1912 года. В 1913 году Футбольный союз Нидерландов стал инициатором придания статуса Олимпийскому футбольному турниру 1916 года соревнования, проводимого под эгидой ФИФА (турнир не состоялся из-за начала Первой мировой войны).
В 1931 году банк Хиршмана, где хранились деньги ФИФА и НОК Нидерландов, обанкротился, и он подал в отставку.

## Киновоплощение
В фильме «Лига мечты» (реж. Ф. Обертен, Франция, 2014), посвящённом истории ФИФА, роль Хиршмана исполняет Фишер Стивенс.